# Dunbar, Pennsylvania
Dunbar är en ort i Fayette County i delstaten Pennsylvania, USA.